# 斯维特洛沃茨克
斯维特洛沃茨克（羅馬化：Svitlovodsk，直译：“光明城”）是乌克兰中部基洛夫格勒州亞歷山德里亞區斯维特洛沃茨克市镇内的城市内的城市及该市镇的行政中心，2020年7月18日前为斯維特洛沃茨克區的行政中心（该市在2020年7月18日前为该州的州辖市，并不在该区的管辖范围内）。該市位於第聶伯河畔，始建於1954年，面積45平方公里，海拔高度126米，2022年人口数量为43,130人。克列缅丘格水电站即坐落于此市。

## 城市名称
1961年，该市获得城市地位，乌共当局以时任苏联领导人尼基塔·赫鲁晓夫的姓氏将其更名为赫鲁晓夫。但赫鲁晓夫反对个人崇拜，于是在次年以附近的克列缅丘格水电站命名为克列姆盖斯。而在列昂尼德·勃列日涅夫上任后，大肆贬斥赫鲁晓夫，力图抹去他的一切痕迹。由于该市的名称“克列姆盖斯”为赫鲁晓夫所命名，所以在1969年，该市又被改为现名。

## 图集

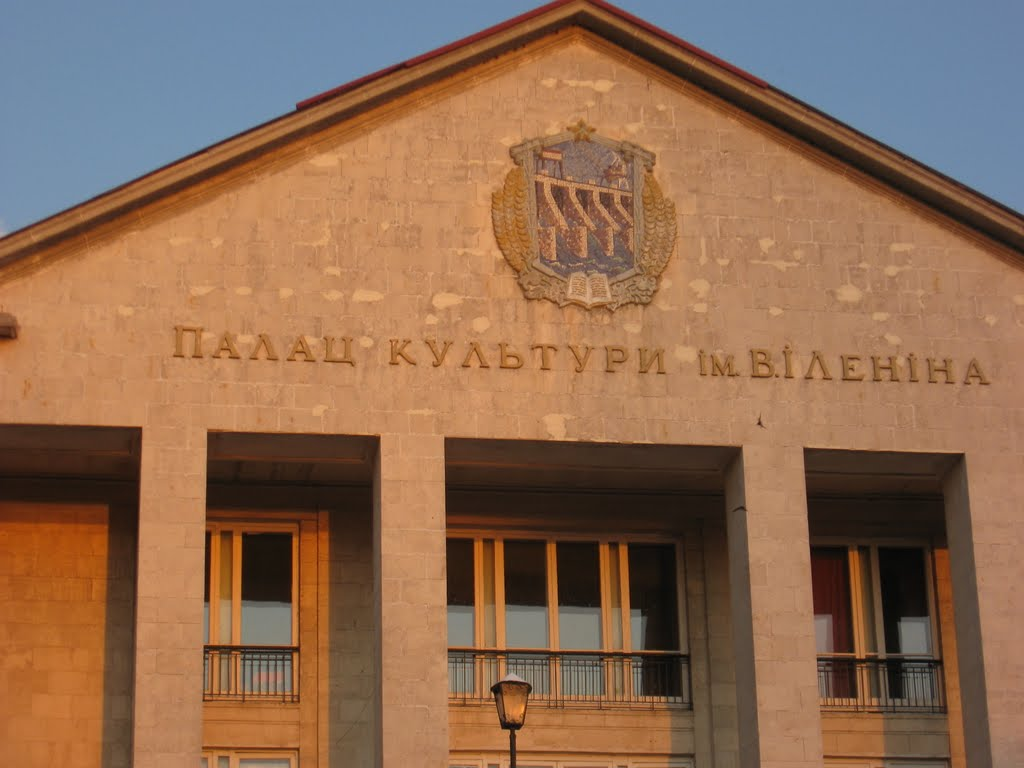
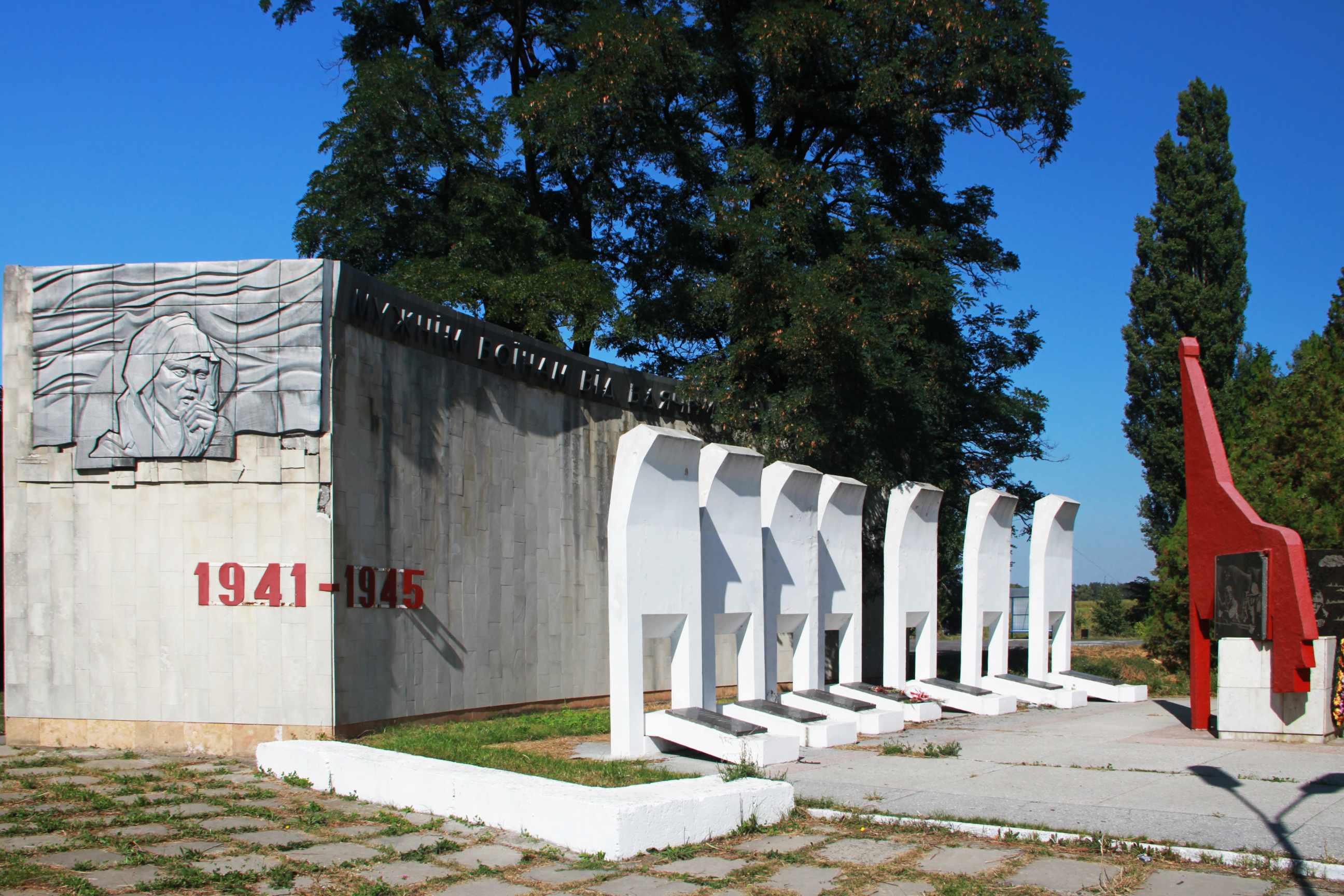

## 友好城市
- 乌克兰 科羅斯堅
- 德国 绍恩多夫

## 当地名人
- 尤里·马连琴科：俄罗斯退役宇航员。